# 2011-es Formula–1 szingapúri nagydíj
A szingapúri nagydíj volt a 2011-es Formula–1 világbajnokság tizennegyedik versenye, amelyet 2011. szeptember 23. és szeptember 25. között rendeztek meg a Singapore Street Circuit-en, Szingapúrban.

## Szabadedzések

### Első szabadedzés
A szingapúri nagydíj első szabadedzését szeptember 23-án, pénteken tartották.
| Helyezés | Versenyző          | Csapat/Motor         | Elért idő | Különbség | Futott kör |
| -------- | ------------------ | -------------------- | --------- | --------- | ---------- |
| 1        | Lewis Hamilton     | McLaren-Mercedes     | 1:48,599  | −         | 10         |
| 2        | Sebastian Vettel   | Red Bull-Renault     | 1:49,005  | +0,406    | 15         |
| 3        | Mark Webber        | Red Bull-Renault     | 1:50,066  | +1,467    | 16         |
| 4        | Fernando Alonso    | Ferrari              | 1:50,596  | +1,997    | 11         |
| 5        | Jenson Button      | McLaren-Mercedes     | 1:50,952  | +2,353    | 12         |
| 6        | Felipe Massa       | Ferrari              | 1:52,043  | +3,444    | 14         |
| 7        | Adrian Sutil       | Force India-Mercedes | 1:52,251  | +3,652    | 13         |
| 8        | Michael Schumacher | Mercedes             | 1:52,416  | +3,817    | 12         |
| 9        | Paul di Resta      | Force India-Mercedes | 1:52,435  | +3,836    | 13         |
| 10       | Nico Rosberg       | Mercedes             | 1:52,815  | +4,216    | 13         |
| 11       | Rubens Barrichello | Williams-Cosworth    | 1:52,991  | +4,392    | 17         |
| 12       | Jaime Alguersuari  | Toro Rosso-Ferrari   | 1:53,050  | +4,451    | 17         |
| 13       | Pastor Maldonado   | Williams-Cosworth    | 1:53,399  | +4,800    | 18         |
| 14       | Sergio Pérez       | Sauber-Ferrari       | 1:53,703  | +5,104    | 19         |
| 15       | Kobajasi Kamui     | Sauber-Ferrari       | 1:53,749  | +5,150    | 12         |
| 16       | Bruno Senna        | Renault              | 1:53,765  | +5,166    | 17         |
| 17       | Sébastien Buemi    | Toro Rosso-Ferrari   | 1:53,785  | +5,186    | 16         |
| 18       | Vitalij Petrov     | Renault              | 1:54,736  | +6,137    | 8          |
| 19       | Jarno Trulli       | Lotus-Renault        | 1:54,821  | +6,222    | 9          |
| 20       | Heikki Kovalainen  | Lotus-Renault        | 1:56,198  | +7,599    | 8          |
| 21       | Jérôme d’Ambrosio  | Virgin-Cosworth      | 1:57,798  | +9,199    | 13         |
| 22       | Timo Glock         | Virgin-Cosworth      | 1:58,792  | +10,193   | 6          |
| 23       | Daniel Ricciardo   | HRT-Cosworth         | 1:59,169  | +10,570   | 17         |
| 24       | Narain Karthikeyan | HRT-Cosworth         | 1:59,214  | +10,615   | 18         |

### Második szabadedzés
A szingapúri nagydíj második szabadedzését szeptember 23-án, pénteken tartották.
| Helyezés | Versenyző          | Csapat/Motor         | Elért idő | Különbség | Futott kör |
| -------- | ------------------ | -------------------- | --------- | --------- | ---------- |
| 1        | Sebastian Vettel   | Red Bull-Renault     | 1:46,374  | −         | 33         |
| 2        | Fernando Alonso    | Ferrari              | 1:46,575  | +0,201    | 28         |
| 3        | Lewis Hamilton     | McLaren-Mercedes     | 1:47,115  | +0,741    | 22         |
| 4        | Felipe Massa       | Ferrari              | 1:47,120  | +0,746    | 23         |
| 5        | Mark Webber        | Red Bull-Renault     | 1:47,265  | +0,891    | 28         |
| 6        | Michael Schumacher | Mercedes             | 1:48,418  | +2,044    | 27         |
| 7        | Adrian Sutil       | Force India-Mercedes | 1:48,866  | +2,492    | 32         |
| 8        | Sergio Pérez       | Sauber-Ferrari       | 1:49,578  | +3,204    | 27         |
| 9        | Kobajasi Kamui     | Sauber-Ferrari       | 1:49,730  | +3,356    | 29         |
| 10       | Jenson Button      | McLaren-Mercedes     | 1:49,751  | +3,377    | 10         |
| 11       | Jaime Alguersuari  | Toro Rosso-Ferrari   | 1:49,792  | +3,418    | 14         |
| 12       | Bruno Senna        | Renault              | 1:50,241  | +3,867    | 31         |
| 13       | Paul di Resta      | Force India-Mercedes | 1:50,345  | +3,971    | 8          |
| 14       | Vitalij Petrov     | Renault              | 1:50,399  | +4,025    | 29         |
| 15       | Nico Rosberg       | Mercedes             | 1:50,790  | +4,416    | 28         |
| 16       | Rubens Barrichello | Williams-Cosworth    | 1:50,897  | +4,523    | 24         |
| 17       | Pastor Maldonado   | Williams-Cosworth    | 1:50,937  | +4,563    | 30         |
| 18       | Heikki Kovalainen  | Lotus-Renault        | 1:51,950  | +5,576    | 26         |
| 19       | Sébastien Buemi    | Toro Rosso-Ferrari   | 1:52,257  | +5,883    | 15         |
| 20       | Jarno Trulli       | Lotus-Renault        | 1:52,489  | +6,115    | 25         |
| 21       | Timo Glock         | Virgin-Cosworth      | 1:53,579  | +7,205    | 25         |
| 22       | Jérôme d’Ambrosio  | Virgin-Cosworth      | 1:54,649  | +8,275    | 25         |
| 23       | Daniel Ricciardo   | HRT-Cosworth         | 1:54,754  | +8,380    | 29         |
| 24       | Vitantonio Liuzzi  | HRT-Cosworth         | 1:55,198  | +8,824    | 26         |

### Harmadik szabadedzés
A szingapúri nagydíj harmadik szabadedzését szeptember 24-én szombaton tartották.
| Helyezés | Versenyző          | Csapat/Motor         | Elért idő | Különbség | Futott kör |
| -------- | ------------------ | -------------------- | --------- | --------- | ---------- |
| 1        | Mark Webber        | Red Bull-Renault     | 1:46,081  | −         | 15         |
| 2        | Jenson Button      | McLaren-Mercedes     | 1:46,108  | +0,027    | 17         |
| 3        | Sebastian Vettel   | Red Bull-Renault     | 1:46,345  | +0,264    | 14         |
| 4        | Fernando Alonso    | Ferrari              | 1:46,396  | +0,315    | 14         |
| 5        | Lewis Hamilton     | McLaren-Mercedes     | 1:46,936  | +0,855    | 20         |
| 6        | Nico Rosberg       | Mercedes             | 1:47,831  | +1,750    | 14         |
| 7        | Michael Schumacher | Mercedes             | 1:47,837  | +1,756    | 12         |
| 8        | Felipe Massa       | Ferrari              | 1:48,711  | +2,630    | 12         |
| 9        | Kobajasi Kamui     | Sauber-Ferrari       | 1:49,057  | +2,976    | 15         |
| 10       | Adrian Sutil       | Force India-Mercedes | 1:49,304  | +3,223    | 16         |
| 11       | Sergio Pérez       | Sauber-Ferrari       | 1:49,583  | +3,502    | 17         |
| 12       | Sébastien Buemi    | Toro Rosso-Ferrari   | 1:49,679  | +3,598    | 18         |
| 13       | Paul di Resta      | Force India-Mercedes | 1:49,816  | +3,735    | 18         |
| 14       | Pastor Maldonado   | Williams-Cosworth    | 1:49,851  | +3,770    | 17         |
| 15       | Rubens Barrichello | Williams-Cosworth    | 1:50,189  | +4,108    | 15         |
| 16       | Vitalij Petrov     | Renault              | 1:50,229  | +4,148    | 15         |
| 17       | Bruno Senna        | Renault              | 1:50,523  | +4,442    | 14         |
| 18       | Jaime Alguersuari  | Toro Rosso-Ferrari   | 1:50,547  | +4,466    | 17         |
| 19       | Heikki Kovalainen  | Lotus-Renault        | 1:52,510  | +6,429    | 17         |
| 20       | Jérôme d’Ambrosio  | Virgin-Cosworth      | 1:52,697  | +6,616    | 19         |
| 21       | Daniel Ricciardo   | HRT-Cosworth         | 1:53,728  | +7,647    | 17         |
| 22       | Jarno Trulli       | Lotus-Renault        | 1:53,823  | +7,742    | 18         |
| 23       | Timo Glock         | Virgin-Cosworth      | 1:53,829  | +7,748    | 16         |
| 24       | Vitantonio Liuzzi  | HRT-Cosworth         | 1:55,203  | +9,122    | 17         |

## Időmérő edzés
A szingapúri nagydíj időmérő edzését szeptember 24-én, szombaton futották.
| 1                     | Sebastian Vettel   | Red Bull-Renault     | 1:46,397 | 1:44,931   | 1:44,381   |
| 2                     | Mark Webber        | Red Bull-Renault     | 1:47,332 | 1:45,651   | 1:44,732   |
| 3                     | Jenson Button      | McLaren-Mercedes     | 1:46,956 | 1:45,472   | 1:44,804   |
| 4                     | Lewis Hamilton     | McLaren-Mercedes     | 1:47,014 | 1:46,829   | 1:44,809   |
| 5                     | Fernando Alonso    | Ferrari              | 1:47,054 | 1:45,779   | 1:44,874   |
| 6                     | Felipe Massa       | Ferrari              | 1:47,945 | 1:45,955   | 1:45,800   |
| 7                     | Nico Rosberg       | Mercedes             | 1:47,688 | 1:46,405   | 1:46,013   |
| 8                     | Michael Schumacher | Mercedes             | 1:48,819 | 1:46,043   | idő nélkül |
| 9                     | Adrian Sutil       | Force India-Mercedes | 1:47,952 | 1:47,093   | idő nélkül |
| 10                    | Paul di Resta      | Force India-Mercedes | 1:48,022 | 1:47,486   | idő nélkül |
| 11                    | Sergio Pérez       | Sauber-Ferrari       | 1:47,717 | 1:47,616   |            |
| 12                    | Rubens Barrichello | Williams-Cosworth    | 1:48,061 | 1:48,082   |            |
| 13                    | Pastor Maldonado   | Williams-Cosworth    | 1:49,710 | 1:48,270   |            |
| 14                    | Sébastien Buemi    | Toro Rosso-Ferrari   | 1:48,753 | 1:48,634   |            |
| 15                    | Bruno Senna        | Renault              | 1:48,861 | 1:48,662   |            |
| 16                    | Jaime Alguersuari  | Toro Rosso-Ferrari   | 1:49,588 | 1:49,862   |            |
| 17                    | Kobajasi Kamui     | Sauber-Ferrari       | 1:48,054 | idő nélkül |            |
| 18                    | Vitalij Petrov     | Renault              | 1:49,835 |            |            |
| 19                    | Heikki Kovalainen  | Lotus-Renault        | 1:50,948 |            |            |
| 20                    | Jarno Trulli       | Lotus-Renault        | 1:51,012 |            |            |
| 21                    | Timo Glock         | Virgin-Cosworth      | 1:52,154 |            |            |
| 22                    | Jérôme d’Ambrosio  | Virgin-Cosworth      | 1:52,363 |            |            |
| 23                    | Daniel Ricciardo   | HRT-Cosworth         | 1:52,404 |            |            |
| 24                    | Vitantonio Liuzzi  | HRT-Cosworth         | 1:52,810 |            |            |
| 107%-os idő: 1:53,844 |                    |                      |          |            |            |

## Futam
A szingapúri nagydíj futama szeptember 25-én, vasárnap rajtolt.
| helyezés | rajtszám | versenyző          | csapat/motor         | futott kör | idő/kiesés oka | rajthely | pont |
| -------- | -------- | ------------------ | -------------------- | ---------- | -------------- | -------- | ---- |
| 1        | 1        | Sebastian Vettel   | Red Bull-Renault     | 61         | 1:59:4,757     | 1        | 25   |
| 2        | 4        | Jenson Button      | McLaren-Mercedes     | 61         | +1,737         | 3        | 18   |
| 3        | 2        | Mark Webber        | Red Bull-Renault     | 61         | +29,279        | 2        | 15   |
| 4        | 5        | Fernando Alonso    | Ferrari              | 61         | +55,449        | 5        | 12   |
| 5        | 3        | Lewis Hamilton     | McLaren-Mercedes     | 61         | +1:7,766       | 4        | 10   |
| 6        | 15       | Paul di Resta      | Force India-Mercedes | 61         | +1:51,067      | 10       | 8    |
| 7        | 8        | Nico Rosberg       | Mercedes             | 60         | +1 kör         | 7        | 6    |
| 8        | 14       | Adrian Sutil       | Force India-Mercedes | 60         | +1 kör         | 9        | 4    |
| 9        | 6        | Felipe Massa       | Ferrari              | 60         | +1 kör         | 6        | 2    |
| 10       | 17       | Sergio Pérez       | Sauber-Ferrari       | 60         | +1 kör         | 11       | 1    |
| 11       | 12       | Pastor Maldonado   | Williams-Cosworth    | 60         | +1 kör         | 13       |      |
| 12       | 18       | Sébastien Buemi    | Toro Rosso-Ferrari   | 60         | +1 kör         | 14       |      |
| 13       | 11       | Rubens Barrichello | Williams-Cosworth    | 60         | +1 kör         | 12       |      |
| 14       | 16       | Kobajasi Kamui     | Sauber-Ferrari       | 59         | +2 kör         | 17       |      |
| 15       | 9        | Bruno Senna        | Renault              | 59         | +2 kör         | 15       |      |
| 16       | 20       | Heikki Kovalainen  | Lotus-Renault        | 59         | +2 kör         | 19       |      |
| 17       | 10       | Vitalij Petrov     | Renault              | 59         | +2 kör         | 18       |      |
| 18       | 25       | Jérôme d’Ambrosio  | Virgin-Cosworth      | 59         | +2 kör         | 22       |      |
| 19       | 22       | Daniel Ricciardo   | HRT-Cosworth         | 57         | +4 kör         | 23       |      |
| 20       | 23       | Vitantonio Liuzzi  | HRT-Cosworth         | 57         | +4 kör         | 24       |      |
| 21       | 19       | Jaime Alguersuari  | Toro Rosso-Ferrari   | 56         | baleset*       | 16       |      |
| ki       | 21       | Jarno Trulli       | Lotus-Renault        | 47         | Váltóhiba      | 20       |      |
| ki       | 7        | Michael Schumacher | Mercedes             | 28         | baleset        | 8        |      |
| ki       | 24       | Timo Glock         | Virgin-Cosworth      | 9          | baleset        | 21       |      |

* Alguersuari teljesítette a verseny 90%-át.

## A világbajnokság élmezőnyének állása a verseny után
| H   | Versenyzők         | Pont | H   | Konstruktőrök        | Pont |
| --- | ------------------ | ---- | --- | -------------------- | ---- |
| 1.  | Sebastian Vettel   | 309  | 1.  | Red Bull-Renault     | 491  |
| 2.  | Jenson Button      | 185  | 2.  | McLaren-Mercedes     | 353  |
| 3.  | Fernando Alonso    | 184  | 3.  | Ferrari              | 268  |
| 4.  | Mark Webber        | 182  | 4.  | Mercedes GP          | 114  |
| 5.  | Lewis Hamilton     | 168  | 5.  | Renault              | 70   |
| 6.  | Felipe Massa       | 84   | 6.  | Force India-Mercedes | 48   |
| 7.  | Nico Rosberg       | 62   | 7.  | Sauber-Ferrari       | 36   |
| 8.  | Michael Schumacher | 52   | 8.  | Toro Rosso-Ferrari   | 29   |
| 9.  | Vitalij Petrov     | 34   | 9.  | Williams-Cosworth    | 5    |
| 10. | Nick Heidfeld      | 34   | 10. | Lotus-Renault        | 0    |

(A teljes táblázat)

## Statisztikák
Vezető helyen:
- Sebastian Vettel : 61 kör (1-61)

Sebastian Vettel 19. győzelme, 26. pole pozíciója, Jenson Button 5. leggyorsabb köre.
- Red Bull 24. győzelme.